# Mistrovství světa juniorů v orientačním běhu 2018
29. Mistrovství světa juniorů v orientačním běhu se uskutečnilo v Maďarsku ve městě Kecskemét ve dnech 8. až 14. července 2018.

## Program závodů
Program Mistrovství světa byl zveřejněn v souladu s Pravidly IOF v Bulletinu číslo dva:
| Den          | Závod                                        | Centrum závodu   |
| ------------ | -------------------------------------------- | ---------------- |
| 8. červenec  | Opening ceremony, Model event (Sprint, Long) | Kecskemét        |
| 9. červenec  | Long distance                                | Pirtó            |
| 10. červenec | Sprint distance                              | Kecskemét        |
| 11. červenec | Rest day, Model event (Middle, Relay)        | Viitapohja       |
| 12. červenec | Middle distance qualification                | Bócsa            |
| 13. červenec | Middle distance final                        | Bócsa            |
| 14. červenec | Relay Closing ceremony                       | Tázlár Kecskemét |

## Závod na klasické trati (Long)
| Zkrácené výsledky                                                                                                   | Zkrácené výsledky                                                                                                   | Zkrácené výsledky                                                                                                   | Zkrácené výsledky                                                                                                   | Zkrácené výsledky                                                                                                  | Zkrácené výsledky                                                                                                  | Zkrácené výsledky                                                                                                  | Zkrácené výsledky                                                                                                  |
| Muži | Muži | Muži | Muži | Ženy | Ženy | Ženy | Ženy |
| --- | --- | --- | --- | --- | --- | --- | --- |
| - Traťové parametry: 15,0 km, ? m převýšení, 29 kontrol - Mapa: Pirtó Pirtóhegy 1 : 15 000, E = 2 m - 161 závodníků | - Traťové parametry: 15,0 km, ? m převýšení, 29 kontrol - Mapa: Pirtó Pirtóhegy 1 : 15 000, E = 2 m - 161 závodníků | - Traťové parametry: 15,0 km, ? m převýšení, 29 kontrol - Mapa: Pirtó Pirtóhegy 1 : 15 000, E = 2 m - 161 závodníků | - Traťové parametry: 15,0 km, ? m převýšení, 29 kontrol - Mapa: Pirtó Pirtóhegy 1 : 15 000, E = 2 m - 161 závodníků | - Traťové parametry: 10,2 km, ? m převýšení, 18 kontrol - Mapa: Pirtó Pirtóhegy 1 : 15 000, E = 2 m - 147 závodnic | - Traťové parametry: 10,2 km, ? m převýšení, 18 kontrol - Mapa: Pirtó Pirtóhegy 1 : 15 000, E = 2 m - 147 závodnic | - Traťové parametry: 10,2 km, ? m převýšení, 18 kontrol - Mapa: Pirtó Pirtóhegy 1 : 15 000, E = 2 m - 147 závodnic | - Traťové parametry: 10,2 km, ? m převýšení, 18 kontrol - Mapa: Pirtó Pirtóhegy 1 : 15 000, E = 2 m - 147 závodnic |
| Umístění | Jméno | Čas | Ztráta | Umístění | Jméno | Čas | Ztráta |
| Zlatá medaile | Kasper Fosser | 1:09:25 | | Zlatá medaile | Simona Aebersold                                                                                                   | 54:37 | |
| Stříbrná medaile | Mathieu Perrin | 1:13:46 | +4:21 | Stříbrná medaile                                                                                                   | Zsofia Sarkozy | 59:40 | +5:03 |
| Bronzová medaile | Daniel Vandas | 1:15:02 | +5:37 | Bronzová medaile                                                                                                   | Tereza Janošíková                                                                                                  | 1:00:33 | +5:56 |
| 4 | Benjamin Leduc | 1:15:19 | +5:54 | 4 | Amy Nymalm | 1:01:28 | +6:51 |
| 5 | Elias Jonsson | 1:15:20 | +5:55 | 5 | Malin Sandstad | 1:03:50 | +9:13 |
| 6 | Jannis Bonek | 1:15:33 | +6:08 | 6 | Annika Simonsen | 1:04:02 | +9:25 |
| Výsledky a mapy Archivováno 23. 8. 2018 na Wayback Machine.                                                         | | | | | | | |

## Závod ve sprintu (Sprint)
| Zkrácené výsledky | Zkrácené výsledky | Zkrácené výsledky | Zkrácené výsledky | Zkrácené výsledky | Zkrácené výsledky | Zkrácené výsledky | Zkrácené výsledky |
| Muži | Muži | Muži | Muži | Ženy | Ženy | Ženy | Ženy |
| --- | --- | --- | --- | --- | --- | --- | --- |
| - Traťové parametry: 4,1 km, 10 m převýšení, 24 kontrol - Mapa: Kecskemét Belváros 1 : 4 000, E = 2 m - 160 závodníků | - Traťové parametry: 4,1 km, 10 m převýšení, 24 kontrol - Mapa: Kecskemét Belváros 1 : 4 000, E = 2 m - 160 závodníků | - Traťové parametry: 4,1 km, 10 m převýšení, 24 kontrol - Mapa: Kecskemét Belváros 1 : 4 000, E = 2 m - 160 závodníků | - Traťové parametry: 4,1 km, 10 m převýšení, 24 kontrol - Mapa: Kecskemét Belváros 1 : 4 000, E = 2 m - 160 závodníků | - Traťové parametry: 3,7 km, 10 m převýšení, 21 kontrol - Mapa: Kecskemét Belváros 1 : 4 000, E = 2 m - 148 závodnic | - Traťové parametry: 3,7 km, 10 m převýšení, 21 kontrol - Mapa: Kecskemét Belváros 1 : 4 000, E = 2 m - 148 závodnic | - Traťové parametry: 3,7 km, 10 m převýšení, 21 kontrol - Mapa: Kecskemét Belváros 1 : 4 000, E = 2 m - 148 závodnic | - Traťové parametry: 3,7 km, 10 m převýšení, 21 kontrol - Mapa: Kecskemét Belváros 1 : 4 000, E = 2 m - 148 závodnic |
| Umístění | Jméno | Čas | Ztráta | Umístění | Jméno | Čas | Ztráta |
| Zlatá medaile | Colin Kolbe | 15:48 | | Zlatá medaile | Simona Aebersold | 15:35 | |
| Stříbrná medaile | Matthew Fellbaum | 15:56 | +0:08 | Stříbrná medaile | Tereza Janošíková | 16:01 | +0:26 |
| Bronzová medaile | Kasper Fosser | 15:57 | +0:09 | Bronzová medaile | Csilla Gardonyi | 16:37 | +1:02 |
| Bronzová medaile | Otto Kaario | 15:57 | +0:09 | 4 | Florence Hanauer | 16:40 | +1:05 |
| 5 | Jesper Svensk | 16:00 | +0:12 | 5 | Vilma von Krusenstierna                                                                                              | 16:46 | +1:11 |
| 6 | Simon Imark | 16:13 | +0:25 | 6 | Emma Waddington | 16:53 | +1:18 |
| Výsledky a mapy Archivováno 23. 8. 2018 na Wayback Machine.                                                           | | | | | | | |

## Závod na krátké trati (Middle)
| Zkrácené výsledky (finále A) | Zkrácené výsledky (finále A) | Zkrácené výsledky (finále A) | Zkrácené výsledky (finále A) | Zkrácené výsledky (finále A)                                                                                                   | Zkrácené výsledky (finále A)                                                                                                   | Zkrácené výsledky (finále A)                                                                                                   | Zkrácené výsledky (finále A)                                                                                                   |
| Muži | Muži | Muži | Muži | Ženy | Ženy | Ženy | Ženy |
| --- | --- | --- | --- | --- | --- | --- | --- |
| - Traťové parametry: 4,4 km, ? m převýšení, 17 kontrol - Mapa: Bócsa - Kaskantyú "Zöldhalom" 1 : 10 000, E = 2 m - 60 závodníků | - Traťové parametry: 4,4 km, ? m převýšení, 17 kontrol - Mapa: Bócsa - Kaskantyú "Zöldhalom" 1 : 10 000, E = 2 m - 60 závodníků | - Traťové parametry: 4,4 km, ? m převýšení, 17 kontrol - Mapa: Bócsa - Kaskantyú "Zöldhalom" 1 : 10 000, E = 2 m - 60 závodníků | - Traťové parametry: 4,4 km, ? m převýšení, 17 kontrol - Mapa: Bócsa - Kaskantyú "Zöldhalom" 1 : 10 000, E = 2 m - 60 závodníků | - Traťové parametry: 3,6 km, ? m převýšení, 14 kontrol - Mapa: Bócsa - Kaskantyú "Zöldhalom" 1 : 10 000, E = 2 m - 60 závodnic | - Traťové parametry: 3,6 km, ? m převýšení, 14 kontrol - Mapa: Bócsa - Kaskantyú "Zöldhalom" 1 : 10 000, E = 2 m - 60 závodnic | - Traťové parametry: 3,6 km, ? m převýšení, 14 kontrol - Mapa: Bócsa - Kaskantyú "Zöldhalom" 1 : 10 000, E = 2 m - 60 závodnic | - Traťové parametry: 3,6 km, ? m převýšení, 14 kontrol - Mapa: Bócsa - Kaskantyú "Zöldhalom" 1 : 10 000, E = 2 m - 60 závodnic |
| Umístění | Jméno | Čas | Ztráta | Umístění | Jméno | Čas | Ztráta |
| Zlatá medaile | Jesper Svensk | 29:32 | | Zlatá medaile | Csilla Gardonyi | 28:59 | |
| Stříbrná medaile | Simon Imark | 29:49 | +0:17 | Stříbrná medaile | Sanna Fast | 29:07 | +0:08 |
| Bronzová medaile | Henrik Johannesson | 30:08 | +0:36 | Bronzová medaile | Barbora Chaloupská | 29:25 | +0:26 |
| 4 | Daniel Vandas | 31:12 | +1:40 | 4 | Tereza Janošíková | 29:31 | +0:32 |
| 5 | Daniil Kashin | 31:24 | +1:52 | 5 | Amy Nymalm | 29:32 | +0:33 |
| 6 | Mathieu Perrin | 31:42 | +2:10 | 6 | Zsofia Sarkozy | 29:53 | +0:54 |
| Výsledky a mapy Archivováno 23. 8. 2018 na Wayback Machine.                                                                     | | | | | | | |

## Závod štafet (Relay)
| Zkrácené výsledky                                           | Zkrácené výsledky                                          | Zkrácené výsledky                                          | Zkrácené výsledky                                          | Zkrácené výsledky                                          | Zkrácené výsledky                                              | Zkrácené výsledky                                          | Zkrácené výsledky                                          |
| Muži                                                        | Muži                                                       | Muži                                                       | Muži                                                       | Ženy                                                       | Ženy                                                           | Ženy                                                       | Ženy                                                       |
| ----------------------------------------------------------- | ---------------------------------------------------------- | ---------------------------------------------------------- | ---------------------------------------------------------- | ---------------------------------------------------------- | -------------------------------------------------------------- | ---------------------------------------------------------- | ---------------------------------------------------------- |
| - Mapa: Tázlár "Ládahomok" 1 : 10 000, E = 5 m - 33 štafet  | - Mapa: Tázlár "Ládahomok" 1 : 10 000, E = 5 m - 33 štafet | - Mapa: Tázlár "Ládahomok" 1 : 10 000, E = 5 m - 33 štafet | - Mapa: Tázlár "Ládahomok" 1 : 10 000, E = 5 m - 33 štafet | - Mapa: Tázlár "Ládahomok" 1 : 10 000, E = 5 m - 31 štafet | - Mapa: Tázlár "Ládahomok" 1 : 10 000, E = 5 m - 31 štafet     | - Mapa: Tázlár "Ládahomok" 1 : 10 000, E = 5 m - 31 štafet | - Mapa: Tázlár "Ládahomok" 1 : 10 000, E = 5 m - 31 štafet |
| Umístění                                                    | Jméno                                                      | Čas                                                        | Ztráta                                                     | Umístění                                                   | Jméno                                                          | Čas                                                        | Ztráta                                                     |
| Zlatá medaile                                               | Norsko Havard Eidsmo Elias Jonsson Kasper Fosser           | 1:40:13                                                    |                                                            | Zlatá medaile                                              | Rusko Dasha Panchenko Kristina Smirnova Veronika Kalinina      | 1:44:44                                                    |                                                            |
| Stříbrná medaile                                            | Švédsko Jesper Svensk Simon Imark Isac von Krusenstierna   | 1:42:40                                                    | +2:27                                                      | Stříbrná medaile                                           | Česko Tereza Čechová Barbora Chaloupská Tereza Janošíková      | 1:45:52                                                    | +1:08                                                      |
| Bronzová medaile                                            | Česko Vojtěch Sýkora Tomáš Křivda Daniel Vandas            | 1:45:33                                                    | +5:20                                                      | Bronzová medaile                                           | Norsko Ragne Wiklund Malin Sandstad Victoria Haestad Bjornstad | 1:46:34                                                    | +1:50                                                      |
| 4                                                           | Finsko Tuomas Heikkila Otto Kaario Akseli Ruohola          | 1:46:12                                                    | +5:59                                                      | 4                                                          | Spojené království Fiona Bunn Grace Molloy Chloe Potter        | 1:47:14                                                    | +2:30                                                      |
| 5                                                           | Polsko Marcin Biederman Jan Rutka Fryderyk Pryjma          | 1:46:19                                                    | +6:06                                                      | 5                                                          | Švédsko Ella Olsson Alva Sonesson Johan Borjesson Eriksson     | 1:47:19                                                    | +2:35                                                      |
| 6                                                           | Francie Mathieu Perrin Guilhem Haberkorn Guilhem Elias     | 1:46:29                                                    | +6:16                                                      | 6                                                          | Švýcarsko Lea Widmer Elena Pezzati Simona Aebersold            | 1:47:29                                                    | +2:45                                                      |
| Výsledky a mapy Archivováno 23. 8. 2018 na Wayback Machine. |                                                            |                                                            |                                                            |                                                            |                                                                |                                                            |                                                            |

## Hodnocení podle zemí (Team competition status)
Pořadí zúčastněných zemí dané součtem umístění prvních tří závodníků dané země v každé kategorii ve finálových závodech.
| 1                                                                   | Norsko             | 271 |
| 2                                                                   | Švédsko            | 328 |
| 3                                                                   | Finsko             | 358 |
| 4                                                                   | Česko              | 375 |
| 5                                                                   | Švýcarsko          | 383 |
| 6                                                                   | Maďarsko           | 429 |
| 7                                                                   | Francie            | 627 |
| 8                                                                   | Dánsko             | 726 |
| 9                                                                   | Spojené království | 757 |
| 10                                                                  | Německo            | 760 |
| Výsledky hodnocení zemí Archivováno 15. 4. 2019 na Wayback Machine. |                    |     |

## Medailové pořadí podle zemí
Pořadí zúčastněných zemí podle získaných medailí v jednotlivých závodech mistrovství (tzv. olympijské hodnocení).
| Medailové pořadí podle zemí | Medailové pořadí podle zemí | Medailové pořadí podle zemí | Medailové pořadí podle zemí | Medailové pořadí podle zemí | Medailové pořadí podle zemí |
| Pořadí                      | Stát                        | Zlatá medaile               | Stříbrná medaile            | Bronzová medaile            | Celkem                      |
| --------------------------- | --------------------------- | --------------------------- | --------------------------- | --------------------------- | --------------------------- |
| 1                           | Norsko                      | 2                           |                             | 2                           | 4                           |
| 2                           | Švýcarsko                   | 2                           |                             |                             | 2                           |
| 3                           | Švédsko                     | 1                           | 3                           | 1                           | 5                           |
| 4                           | Maďarsko                    | 1                           | 1                           | 1                           | 3                           |
| 5                           | Rusko                       | 1                           |                             |                             | 1                           |
| 5                           | Německo                     | 1                           |                             |                             | 1                           |
| 6                           | Česko                       |                             | 2                           | 4                           | 6                           |
| 7                           | Spojené království          |                             | 1                           |                             | 1                           |
| 7                           | Francie                     |                             | 1                           |                             | 1                           |
| 8                           | Finsko                      |                             |                             | 1                           | 1                           |

## Česká reprezentace na MSJ
Česko reprezentovalo 6 mužů a 6 žen.
| Přehled umístění českých reprezentantů | Přehled umístění českých reprezentantů | Přehled umístění českých reprezentantů | Přehled umístění českých reprezentantů | Přehled umístění českých reprezentantů | Přehled umístění českých reprezentantů |
| Kategorie                              | Jméno                                  | Klasika                                | Krátká                                 | Sprint                                 | Štafety                                |
| -------------------------------------- | -------------------------------------- | -------------------------------------- | -------------------------------------- | -------------------------------------- | -------------------------------------- |
| Ženy                                   | Tereza Čechová                         | 8. místo                               | disk                                   | 20. místo                              | 2. místo                               |
| Ženy                                   | Markéta Firešová                       | 59. místo                              | 52. místo                              | 98. místo                              | X                                      |
| Ženy                                   | Barbora Chaloupská                     | 45. místo                              | 3. místo                               | 45. místo                              | 2. místo                               |
| Ženy                                   | Tereza Janošíková                      | 3. místo                               | 4. místo                               | 2. místo                               | 2. místo                               |
| Ženy                                   | Nikola Thýnová                         | 133. místo                             | disk                                   | 73. místo                              | X                                      |
| Ženy                                   | Barbora Vyhnálková                     | 65. místo                              | 34. místo                              | 75. místo                              | X                                      |
| Muži                                   | Jan Bendák                             | 58. místo                              | 52. místo                              | 37. místo                              | X                                      |
| Muži                                   | Vít Horčička                           | 109. místo                             | X                                      | 12. místo                              | X                                      |
| Muži                                   | Vít Koštejn                            | 81. místo                              | X                                      | 88. místo                              | X                                      |
| Muži                                   | Tomáš Křivda                           | 14. místo                              | X                                      | 81. místo                              | 3. místo                               |
| Muži                                   | Vojtěch Sýkora                         | 18. místo                              | 48. místo                              | 19. místo                              | 3. místo                               |
| Muži                                   | Daniel Vandas                          | 3. místo                               | 4. místo                               | 26. místo                              | 3. místo                               |